# Andrena soror
Andrena soror är en biart som beskrevs av Dours 1872. Andrena soror ingår i släktet sandbin, och familjen grävbin. Inga underarter finns listade i Catalogue of Life.